# КТ-1М
КТ-1М — катапультируемое кресло разработки ОКБ Туполева. Установлено на самолётах Ту-22М3 и Ту-22МР. Аббревиатура КТ-1М обозначает «кресло Туполева первое модифицированное». Катапультные кресла КТ-1 (без «М») применялись на самолётах типа Ту-16 и Бе-12, и не имеют с КТ-1М ничего общего.

## Краткое описание системы аварийного покидания
Каждый член экипажа Ту-22М снабжен катапультным креслом КТ-1М с трёхкаскадной парашютной системой ПС-Т, смонтированной в кресле. Катапультирование осуществляется вверх, лицом к потоку, защита лица осуществляется гермошлемом ГШ-6А, который является частью защитного костюма BMCК-2М, принятого в качестве штатной экипировки экипажу, или защитным шлемом ЗШ-3 (в последнем случае экипаж одет в стандартное лётное обмундирование по сезону, дополнительно одевается спасательный пояс типа АСП-74).
Катапультирование осуществляется в следующей последовательности: оператор, штурман, правый лётчик, командир корабля. Предусмотрено как индивидуальное, так и принудительное катапультирование.
Принудительное катапультирование экипажа выполняется командиром, для чего достаточно поднять колпачок и включить тумблер «Принудительное покидание» на левом борту кабины лётчиков. При этом на каждом рабочем месте загорается красный транспарант «Принудительное покидание» и включается временное реле ЭМРВ-27Б-1 для кресел правого лётчика, штурмана-навигатора и штурмана-оператора, которые настроены на время, соответствующее 3,6 с, 1,8 с, 0,3 с. Через 0,3 с временные реле вызывают срабатывание электроклапана ЭК-69 пневмосистемы на кресле штурмана-оператора, при этом на кресле происходит срабатывание системы «Изготовка» (срабатывание ограничителей разброса рук и ног и потяг привязных ремней) и нажатие концевого выключателя сброса крышки фонаря. При срабатывании системы «Изготовка» на кресле включается временной автомат АЧ-1,2, который через 1 с выдёргивает боевую чеку стреляющего механизма.
При выходе кресла из кабины, на кресле срабатывает концевой выключатель, который включает на приборной доске командира соответствующие сигнальное табло «Самолёт покинул оператор (штурман или правый лётчик)». Временное реле кресла штурмана-навигатора срабатывает через t = 1,8 с, а кресла правого лётчика через t = 3,6 с после включения выключателя принудительного покидания. При этом происходит срабатывание системы, как и на кресле штурмана-оператора, а у правого лётчика дополнительно происходит отключение от проводки и отбрасывание вперёд штурвальной колонки. Командир катапультируется последним, срабатывая приводами (ручками) катапультирования на кресле вручную. При выходе его кресла срабатывает концевой выключатель и выполняется стирание информации в блоках системы государственного опознавания изд. 62 «Пароль» (на старом изд. «Кремний» срабатывал пиропатрон, который физически разрушал кодовое устройство). 
Для индивидуального покидания на каждом кресле имеются две боковые ручки «изготовка-покидание». Для срабатывания системы достаточно обжатия и нажимания любой из ручек. 
Принудительное катапультирование является основным видом покидания аварийного самолёта, а индивидуальное покидание — резервным.
В случае покидания обесточенного самолёта возможно только индивидуальное катапультирование с предварительным ручным сбросом крышек входных люков (пока не «уйдет» люк, остаётся заблокированным стреляющий механизм кресла). В отличие от разрекламированного кресла К-36 НПО «Звезда», кресло КТ-1М не требует электропитания на борту, так как автономная автоматика кресла самолёта работает на пневматической, пиротехнической и механической автоматике.
Катапультирование возможно при разбеге или пробеге на земле, на скорости не менее 130 км/ч (для гарантированного срыва входных люков набегающим воздушным потоком), в полёте на скорости до возможно максимальной (2200 км/ч) и динамического потолка (18 км).
Кресла установлены в направляющих рельсах. Парашютная система расположена в заголовнике кресла и состоит из первого стабилизирующего парашюта, второго стабилизирующего парашюта и спасательного парашюта площадью 50 м². На задней стороне каркаса спинки устанавливается комбинированный стреляющий механизм КСМ-Т-45, представляющий собой двухступенчатый твердотопливный ракетный двигатель. Первая ступень — это стреляющий разгонный механизм (после выстрела он остаётся в самолёте), вторая ступень обеспечивает заданную траекторию полёта кресла на высоту 150 метров. Также на каркасе кресла установлены: объединённый разъём коммуникаций ОРК-9А, чашка кресла с НАЗ-7М и кислородным прибором КП-27М, отделяемая спинка с подвесной системой и заголовником, механизмы и системы автоматики кресла, пневмосистема кресла. Вес катапультного кресла КТ-1М составляет 155 кг.
Каждое кресло имеет механизм регулирования сиденья (чашки кресла) по высоте (так как все люди разные). Электропривод регулировки смонтирован на полу кабины под креслом.